# Eucharia funebrior
Eucharia funebrior là một loài bướm đêm thuộc phân họ Arctiinae, họ Erebidae.